# دونالد س. ديفيس
دونالد س. ديفيس (بالإنجليزية: Donald C. Davis)‏ هو ضابط أمريكي، ولد في 24 يناير 1921 في بوستن في الولايات المتحدة، وتوفي في 30 يوليو 1998 في لاهويا في الولايات المتحدة.